# 福隆港
福隆港（馬來語：Bukit Fraser；英語：Fraser's Hill ），馬來西亞的三大著名避暑高原之一，位於彭亨州與雪蘭莪州交界附近，屬彭亨州界內中央山脉範圍，海拔高度1260米。这里的环境风凉气爽，常年溫度17°C〜28°C /63°F〜85°F；被誉为马来西亚最美和最自然的山区度假地。位于中心的环岛钟楼，是一个仿造英国伦敦大笨钟的钟楼，和背后的福隆港邮政局相映成趣，是福隆港的标志。这里是一个赏心避暑的好去处，在高原上设有一个19洞的高尔夫球场，射击训练场和马场。每年的5月，福隆港还会举行观鸟大会，旅游者对所观察的雀鸟进行记录和摄影。

## 地名
福隆港的馬來文名爲「Bukit Fraser」，得名自蘇格蘭裔商人劉易斯·詹姆斯·花沙（Louis James Fraser），他是開闢福隆港的先驅。Bukit Fraser早期的華文名爲「白鬚港」，據1905年華民護衛司署官員H.W. Firmstone所言，因礦地原業主花沙留有長白鬍鬚而得名，而「港」字釋為「mining land」（礦地）。1930年代本地華文報章依舊有稱「白鬚港」，約在同一時期也開始使用了現今通行的名稱「福隆港」。除此之外也有音譯的「花沙山」、「佛拉沙士山」、「佛蘭昔士山」等名稱。「福隆港」的華文名由來衆說紛紜，主要有人名說和商號說，其中這些傳說又有差異。

### 人名說
其一是1955年《星洲日報》黃枝運的說法：據說從前有一個對當地頗有貢獻的大包工頭，名字叫「福隆」，後來他死了，爲紀念他的緣故，乃以其名號稱此地。
其二是1956年《南洋商報》何榮華的說法：據說1914年以前，有一位德國礦家在這冷山開採錫米，僱傭許多華人勞工，採錫機械猶存於牛棚坑下。至第一次世界大戰爆發，該德國礦主應召回國，把礦務咐托給工頭「福隆」氏（姓及籍貫不詳）去經營。當時華人都爲福隆氏覺得光榮，且礦湖若港，故改稱冷山爲「福隆港」。新馬潮人歷史學者潘醒農採納此說，在其1961年編著的《星馬名勝》中說：據說1914年前，德國人嘗在該山開礦，第一次世界大戰發生，礦主返德國，把礦務託付工頭「福隆」氏，挖錫後的坑溝積水，礦潭像港般，所以華人叫做「福隆港」。

### 商號說
其一是1949年《南洋商報》符豹的說法：探尋當地老先輩得知，據說在三十餘年前，當地是華僑及德僑挖錫的地方，後者因英德戰爭而撤退，其錫產就歸併華僑經營，該公司名叫「福隆」，挖錫地點是在兩峯對立的峽底，後因兩峯山水瀉下其間，流成淵泓的溝渠，泛如港灣，因此華僑便命名爲「福隆港」。
其二是南洋史地學家許雲樵的說法，他在1975年答覆華人穆斯林領袖伊布拉欣馬天英的英文信函中說：19世紀有一位住在山腳下的華人商人，他在小溪邊開了一家雜貨店，那些要通過峽谷前往彭亨的人，經常在店裡買東西和休息，因店裡的招牌上寫有「福隆」二字，所以人們就把該地稱做「福隆港」。之後該峽谷和山都統稱此中文名，因那時這座山尚未命名，實際上「港」字並非用來稱呼此山。 但許雲樵卻曾在1972年於《南洋商報》專欄中肯定了「福隆港」的「港」爲「崗」之訛的說法，他也解釋原來的港在山下，19世紀時爲一華人所開，由此登山通過峽谷可至彭亨，因此行人便把山也叫做港。

## 歷史

### 早期歷史
一般認爲福隆港的開闢是以劉易斯·詹姆斯·花沙於1890年代爲始。花沙是新加坡出生的蘇格蘭裔商人。他曾在1882年宣布破產，之後便因商業罪案而被判處兩年有期徒刑。出獄後，花沙離開新加坡前往彭亨，1890年代始在都賴經營錫礦運輸業務，之後便將業務轉移至福隆港上。花沙在20世紀初便退休了，於1901年7月回到英國結婚，之後於1906年8月在奧地利度假期間逝世。但多年以來，絕大多數宣傳福隆港的旅遊網站和手冊都寫有關於花沙的錯誤信息，其中以花沙晚年「神祕失蹤」說最為流行。
隨著殖民地歐洲人口的增長，對高原勝地的需求也日益增加。1917年，新加坡主教弗格森-大衛和雪蘭莪牧師錢皮恩（A. B. Champion）前去岬（The Gap）的別墅短期度假。一天清晨，他們帶着午餐步行登上福隆港。道路非常崎嶇，他們花了一整天的時間，沿着山脊和現在高爾夫球場所在的山谷，尋找洋房可能所在的地方。他們發現經理的洋房已被廢棄，破舊不堪，不適合居住。之後，他們不知何故迷失路途，所幸被两位錫克籍的警員救了出来。回到新加坡後，主教給高級專員亞瑟·楊寫了一份報告，表明在該地能較易開發避暑山站（Hill station）。1919年8月的初步地形測量進一步認可了這份建議。同月，聯邦委員會的非官方成員金德斯（R. C. M. Kindersley）被告知將撥款把福隆港開發成為避暑勝地，工程於同年10月開始。彭亨工程師馬格（F. W. Mager）開始在花沙洋房周圍清理土地，勾勒出一條從岬上山的道路，並勘測建築物的選址。1920年，福隆港歸屬聯邦政府轄下的發展委員會負責，並正式命名為Fraser's Hill。

### 欽差大臣葛尼遇刺
1951年10月6日下午1時左右，英殖民政府最高專員（British High Commissioner，華人稱爲欽差大臣）亨利葛尼，在前往福隆港途中被馬來亞共產黨員殺害。當時車隊包括，一輛路虎越野車在前開導，內坐五名馬來警察及一名司機，葛尼及其夫人和私人祕書所乘坐的勞斯萊斯轎車隨後，再後爲一輛無線電巡邏車，內坐一名護送隊指揮官（副警監）及六名馬來武裝警員、以及一輛裝甲偵察車殿後，內坐一名槍手及一名司機。
行至新古毛－福隆港路56英里又四分之三處時，車隊遭受馬來亞共產黨游擊隊員伏擊。路虎車內除一名警員外，其餘皆受傷而跳下車，採取掩護而開槍還擊。欽差大臣的汽車繼而遭到密集槍火的射擊，而停在路旁，距離路虎車約40碼。葛尼自右旁步出汽車，向路旁之高岸而行，還未抵達即遭擊斃。不久後偵察車欲轉過欽差大臣的汽車及路虎車遇襲之轉角時，遭受射擊，偵察車繼續前行，停在欽差大臣之汽車之後，車上人員隨即開槍還擊。經過短時駁戰後便停火，當附送隊指揮官離車時又遭到射擊，隨即再次交火，待馬共成員停火撤離後便電告新古毛警長求援。
行兇者是綽號爲「小馬」的馬共黨員和他獨立小分隊的36名游擊隊員。據馬共前總書記陳平所說，他們當時希望攻擊大型武裝車隊以奪取武器和彈藥，但在事後收聽新聞報導時才得知他們殺了欽差大臣。4個月後，英國陸軍副參謀鄧普勒接替葛尼出任欽差大臣。